# Muriceides javensis
Muriceides javensis is een zachte koraalsoort uit de familie Plexauridae. De koraalsoort komt uit het geslacht Muriceides. Muriceides javensis werd in 1910 voor het eerst wetenschappelijk beschreven door Nutting. 